# Ario honorario

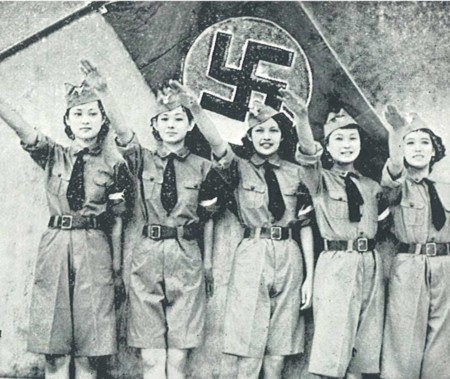
Una escena de una revista musical titulada "Heil Hitler" del equipo de baile de Nichigeki, organizada en el Nichigeki Music Hall de Tokio, Yūrakuchō para dar la bienvenida a la Hitlerjugend que visitó Japón en septiembre de 1938

Ario honorario (del alemán: Ehrenarier) fue un término utilizado en la Alemania nazi. Era un estatus que otorgaba el Bureau de Investigación de la Raza a ciertas personas y colectivos, que generalmente no eran considerados biológicamente como parte de la raza aria, declarándolos parte "honoraria" de esta, y eximiéndolos de las restricciones que las leyes raciales nazis imponían a los no arios. 
La explicación más extendida a por qué los nazis concedían la categoría de arias a personas de raza no europea es el valor que se les concedió al considerarlas importantes para la economía alemana o el desarrollo de la guerra, y otras razones meramente políticas.  Tal fue el caso de la destacada deportista Helene Mayer, campeona de esgrima en su natal Alemania pero de abuelos judíos y que debió ser considerada "aria honoraria" para poder participar en las Olimpiadas de 1936 donde ganó medalla de plata, así como ya había ganado una medalla de oro para Alemania en las Olimpiadas de 1928. 
A veces, sin embargo, se concedía por otros motivos no tan prácticos. Por ejemplo, los veteranos de guerra judíos que habían sido condecorados con Cruz de Hierro en la Primera Guerra Mundial por sus servicios militares al Imperio alemán fueron considerados, aunque de manera extraoficial, como arios honorarios y no se les persiguió. En otras ocasiones, como en el caso de  Emil Maurice, se concedía por motivos personales: Maurice había sido muy activo miembro del Partido Nazi desde su fundación y miembro de las primeras promociones de la SS, y tras descubrirse que tenía ascendencia judía por sus bisabuelos estuvo a punto de ser expulsado (junto a otros miembros de su familia) del cuerpo paramilitar ante un reclamo de Heinrich Himmler, pero eludió la expulsión siendo declarado ario honorario por Adolf Hitler. También se declaró "ario honorario" al general de la aviación Helmuth Wilberg, veterano del arma aérea de la Primera Guerra Mundial y de madre judía, al considerar que su talento en la eficaz reconstrucción clandestina de la Luftwaffe (prohibida por el Tratado de Versalles) ameritaba retenerlo con el rango de general en cuestiones de táctica y entrenamiento, pese a su origen judío.
Pese a la oportunidad que ofrecía el estatus de ario honorario, hubo judíos que se negaron a aceptarlo, como el compositor húngaro Imre Kálmán que, sorprendido por el Anschluss en Viena, rechazó la oferta y se vio obligado a huir, primero a Francia y después a Estados Unidos.
Un caso especial fue el de Amin al-Husseini, el Mufti palestino de Jerusalén que había huido del Mandato Británico de Palestina por sus actividades en favor del nacionalismo árabe y en contra de Gran Bretaña; exiliado en Alemania, y por el elevado valor propagandístico de contar con su apoyo, el gobierno nazi declaró a al-Husseini como "ario honorario", aun cuando Hitler había declarado "casi simios" a las poblaciones árabes y asiáticas.

## El caso de los japoneses
Mientras solo unos cuantos judíos se beneficiaron del estatus a título individual, se le otorgó a todos los japoneses como colectividad después que Japón suscribió el Pacto Anti-Komintern de 1936, y parece ser que no fue solo por razones económicas, militares o políticas, sino por su integridad racial. 
Aunque de diferente etnia, ideólogos nazis como Heinrich Himmler consideraban que los asiáticos poseían suficientes cualidades en común con la sangre nórdico-alemana como para merecer una alianza con ellos. Himmler, que estaba muy interesado en ello y había sido influido por la antropología, la filosofía y las religiones panteístas del Asia Oriental,  mencionó que su amigo Hiroshi Ōshima, el embajador de Japón en Alemania, creía que las castas nobles de Japón, los daimio y los samuráis, descendían de dioses, creencia similar a la del propio Himmler, que pensaba que "la raza nórdica no evolucionó, sino que bajó directamente del Cielo para habitar en la Atlántida."